# Grand Prix Francji 1957
Grand Prix Francji 1957 (oryg. Grand Prix de l’ACF) – 4. runda Mistrzostw Świata Formuły 1 w sezonie 1957, która odbyła się 7 lipca 1957 po raz 2. na torze Rouen-les-Essarts.
43. Grand Prix Francji, 7. zaliczane do Mistrzostw Świata Formuły 1.

## Wyniki

### Kwalifikacje
Źródło: statsf1.com
| P  | Nr | Kierowca              | Konstruktor(-silnik) | Opony | Czas   | Odstęp | Strata |
| -- | -- | --------------------- | -------------------- | ----- | ------ | ------ | ------ |
| 1  | 2  | Juan Manuel Fangio    | Maserati             | P     | 2:21,5 | –      | –      |
| 2  | 4  | Jean Behra            | Maserati             | P     | 2:22,6 | +1,1   | +1,1   |
| 3  | 10 | Luigi Musso           | Ferrari              | E     | 2:22,7 | +0,1   | +1,2   |
| 4  | 6  | Harry Schell          | Maserati             | P     | 2:23,2 | +0,5   | +1,7   |
| 5  | 12 | Peter Collins         | Ferrari              | E     | 2:23,3 | +0,1   | +1,8   |
| 6  | 20 | Roy Salvadori         | Vanwall              | P     | 2:25,1 | +1,8   | +3,6   |
| 7  | 14 | Mike Hawthorn         | Ferrari              | E     | 2:25,6 | +0,5   | +4,1   |
| 8  | 16 | Maurice Trintignant   | Ferrari              | E     | 2:25,9 | +0,3   | +4,4   |
| 9  | 8  | Carlos Menditeguy     | Maserati             | P     | 2:26,1 | +0,2   | +4,6   |
| 10 | 18 | Stuart Lewis-Evans    | Vanwall              | P     | 2:27,6 | +1,5   | +6,1   |
| 11 | 26 | Ron Flockhart         | BRM                  | D     | 2:27,8 | +0,2   | +6,3   |
| 12 | 28 | Herbert MacKay-Fraser | BRM                  | D     | 2:29,9 | +2,1   | +8,4   |
| 13 | 22 | Jack Brabham          | Cooper-Climax        | D     | 2:30,9 | +1,0   | +9,4   |
| 14 | 30 | Horace Gould          | Maserati             | D     | 2:35,0 | +4,1   | +13,5  |
| 15 | 24 | Mike MacDowel         | Cooper-Climax        | D     | 2:36,6 | +1,6   | +15,1  |
| P  | Nr | Kierowca              | Konstruktor(-silnik) | Opony | Czas   | Odstęp | Strata |

### Wyścig
Źródła: statsf1.com
| P                 | + / –     | Nr | Kierowca                   | Konstruktor   | Opony | Okr.  | Czas / Strata | Komentarz         |
| ----------------- | --------- | -- | -------------------------- | ------------- | ----- | ----- | ------------- | ----------------- |
| 1                 | Bez zmian | 2  | Juan Manuel Fangio         | Maserati      | P     | 77    | 3:07:46,4     |                   |
| 2                 | 1         | 10 | Luigi Musso                | Ferrari       | E     | 77    | +50,8         |                   |
| 3                 | 2         | 12 | Peter Collins              | Ferrari       | E     | 77    | +2:06,0       |                   |
| 4                 | 3         | 14 | Mike Hawthorn              | Ferrari       | E     | 76    | +1 okr.       |                   |
| 5                 | 1         | 6  | Harry Schell               | Maserati      | P     | 70    | +7 okr.       |                   |
| 6                 | 4         | 4  | Jean Behra                 | Maserati      | P     | 69    | +8 okr.       |                   |
| 7                 | 8         | 24 | Mike MacDowel Jack Brabham | Cooper-Climax | D     | 30 38 | +9 okr.       |                   |
| Niesklasyfikowani |           |    |                            |               |       |       |               |                   |
|                   |           | 8  | Carlos Menditeguy          | Maserati      | P     | 30    | +47 okr.      | silnik            |
|                   |           | 18 | Stuart Lewis-Evans         | Vanwall       | P     | 30    | +47 okr.      | układ sterowniczy |
|                   |           | 20 | Roy Salvadori              | Vanwall       | P     | 25    | +52 okr.      | silnik            |
|                   |           | 28 | Herbert MacKay-Fraser      | BRM           | D     | 24    | +53 okr.      | przekładnia       |
|                   |           | 16 | Maurice Trintignant        | Ferrari       | E     | 23    | +54 okr.      | magneto           |
|                   |           | 22 | Jack Brabham               | Cooper-Climax | D     | 4     | +73 okr.      | wypadek           |
|                   |           | 30 | Horace Gould               | Maserati      | D     | 4     | +73 okr.      | tylna oś          |
|                   |           | 26 | Ron Flockhart              | BRM           | D     | 2     | +75 okr.      | wypadek           |
| P                 | + / –     | Nr | Kierowca                   | Konstruktor   | Opony | Okr.  | Czas / Strata | Komentarz         |

### Najszybsze okrążenie
Źródło: statsf1.com
| Nr | Kierowca    | Konstruktor | Czas   | Okr. |
| -- | ----------- | ----------- | ------ | ---- |
| 10 | Luigi Musso | Ferrari     | 2:22,4 | 65   |

### Prowadzenie w wyścigu
Źródło: statsf1.com
| Nr                              | Kierowca           | Konstruktor | Okrążenia | Suma |
| ------------------------------- | ------------------ | ----------- | --------- | ---- |
| 2                               | Juan Manuel Fangio | Maserati    | 4-77      | 74   |
| 10                              | Luigi Musso        | Ferrari     | 1-3       | 3    |
| \| Wykres \| \| ------ \| \| \| |                    |             |           |      |
| Wykres                          |                    |             |           |      |
|                                 |                    |             |           |      |

## Klasyfikacja po wyścigu
Pierwsza piątka otrzymywała punkty według klucza 8-6-4-3-2, 1 punkt przyznawany był dla kierowcy, który wykonał najszybsze okrążenie w wyścigu. Klasyfikacja konstruktorów została wprowadzona w 1958 roku. Liczone było tylko 5 najlepszych wyścigów danego kierowcy. W nawiasach podano wszystkie zebrane punkty, nie uwzględniając zasady najlepszych wyścigów.
Uwzględniono tylko kierowców, którzy zdobyli jakiekolwiek punkty
| P  | +/− | Kierowca              | Starty | Punkty | P1 | P2 | P3 | PP | NO | NS |
| -- | --- | --------------------- | ------ | ------ | -- | -- | -- | -- | -- | -- |
| 1  | 0   | Juan Manuel Fangio    | 3      | 25     | 3  | –  | –  | 2  | 1  | –  |
| 2  | 0   | Sam Hanks             | 1      | 8      | 1  | –  | –  | –  | –  | –  |
| 3  | N   | Luigi Musso           | 2      | 7      | –  | 1  | –  | –  | 1  | 1  |
| 4  | −1  | Jim Rathmann          | 1      | 7      | –  | 1  | –  | –  | 1  | –  |
| 5  | −1  | Jean Behra            | 2      | 6      | –  | 1  | –  | –  | –  | –  |
| 6  | −2  | Tony Brooks           | 1      | 6      | –  | 1  | –  | –  | –  | –  |
| 7  | +2  | Harry Schell          | 3      | 5      | –  | –  | –  | –  | –  | 1  |
| 8  | N   | Peter Collins         | 3      | 4      | –  | –  | 1  | –  | –  | 1  |
| 9  | −3  | Carlos Menditeguy     | 3      | 4      | –  | –  | 1  | –  | –  | 2  |
| 10 | −3  | Jimmy Bryan           | 1      | 4      | –  | –  | 1  | –  | –  | –  |
| 10 | −3  | Masten Gregory        | 1      | 4      | –  | –  | 1  | –  | –  | –  |
| 12 | N   | Mike Hawthorn         | 3      | 3      | –  | –  | –  | –  | –  | 1  |
| 13 | −3  | Stuart Lewis-Evans    | 2      | 3      | –  | –  | –  | –  | –  | 1  |
| 14 | −4  | Paul Russo            | 1      | 3      | –  | –  | –  | –  | –  | –  |
| 15 | −3  | Maurice Trintignant   | 2      | 2      | –  | –  | –  | –  | –  | 1  |
| 16 | −4  | Andy Linden           | 1      | 2      | –  | –  | –  | –  | –  | –  |
| 17 | −3  | Alfonso de Portago    | 1      | 1      | –  | –  | –  | –  | –  | –  |
| 17 | −3  | José Froilán González | 1      | 1      | –  | –  | –  | –  | –  | –  |
| 19 | −3  | Stirling Moss         | 2      | 1      | –  | –  | –  | 1  | 1  | 1  |
| P  | +/− | Kierowca              | Starty | Punkty | P1 | P2 | P3 | PP | NO | NS |